# يواخيم بايبر
يواخيم بايبر (بالألمانية: Joachim Peiper) ضابط ميداني في «افن-اس اس» خلال الحرب العالمية الثانية واليد اليمنى لهاينريش هيملر بين نوفمبر 1940 وأغسطس 1941.
شهد الحرب العالمية الثانية في الجبهة الشرقية ضد الجيش الأحمر ولجبهة الغربية ضد الحلفاء. أدين بايبر بجرائم حرب التي ارتكبت في بلجيكا وإيطاليا. ومع ذلك، في عام 1968، صرحت المحاكم الإيطالية والألمانية أنه لا توجد أدلة كافية لإدانته بهذه الجرائم وانه على الارجح بريء، خرج وعاش في فرنسا في يوليو 1976، وقتل بعد أن هوجم منزله بقنابل مولوتوف الحارقة.

## اغتياله
احس بيبر في مسكنه بفرنسا بالتهديد وارسل اهله إلى ألمانيا وفي ليلة 14 يوليو 1976 تمت عملية اطلاق نار في منزله انتهت بقتله برصاصات اخترقت صدره وحرق المنزل، ووجدت السلطات الفرنسية جثته متفحمة ولم يقبض على الجناة.